# کاکیسا
کاکیسا (به انگلیسی: Kakisa) یک منطقهٔ مسکونی در کانادا است که در ساث اسلیو واقع شده‌است. کاکیسا ۴۵ نفر جمعیت دارد.